# David Ducoin
David Ducoin, né en 1973 est un photographe professionnel, auteur de livres de voyage, réalisateur de films documentaires et  accompagnateur de voyages. Il est membre de la Société des explorateurs français.
Deux premiers voyages en famille en 1989 et 1990 le mènent au Zanskar (Inde). Il enchaîne sur 18 mois de voyage, seul, à travers l'Asie. En tant que photographe, il se rend pendant 15 ans en Inde et en Himalaya, mais aussi auprès des Amérindiens, de l'Alaska à la Terre de Feu. Il publie différents livres de photographies et réalise des courts métrages pour les principales chaînes de la Télévision française, qui lui ont valu plusieurs prix, notamment pour Les portes glacées du Pacifique et Amchis, les oubliés de l'Himalaya.

## Enfance, jeunesse et formation

### Enfance
David Ducoin naît en 1973. Son père, Jacques Ducoin, est enseignant et conférencier spécialiste du Grand Nord et des peuples du froid. Marylène Martin-Ducoin, sa mère, est infirmière et autrice,. Sa sœur, Karine Ducoin naît en 1972et son frère Samuel en 1974.

### Initiation au voyage
Pendant quinze ans, les vacances scolaires sont l’occasion de voyager en famille, dans un fourgon aménagé.

« Pour assouvir cette passion de découvrir d'autres peuples, d'autres cultures, nous avons aménagé un fourgon qui nous a permis pendant quinze ans de sillonner à cinq personnes les routes d'Europe à moindre frais »

— Marylène et Jacques Ducoin,  Sur les sentiers du Zanskar
En 1989 et 1990, David Ducoin réalise avec ses parents, son frère et sa sœur, ses deux premiers voyages lointains : destination le Zanskar (Inde), véritables voyages initiatiques auxquels Marylène Ducoin consacre un livre très détaillé.

### Âge adulte
David Ducoin se lance en 1993 dans un long voyage de dix-huit mois, cette fois en solitaire. Il traverse l’Asie et revient par le Transsibérien.

Il passe son premier hiver au Zanskar sur le Chadar (la rivière gelée), avec son père Jacques Ducoin, pendant l'hiver 1993-1994.
Lors de son quatrième séjour au Zanskar (1998), cette fois avec son frère Samuel, David Ducoin réalise son premier film Amchis, les oubliés de l’Himalaya sur les médecins tibétains du Zanskar. D'autres documentaires sur le Zanskar suivront, réalisés pour les chaînes de télévision française. Il commence à accompagner des voyages et des trekkings en Himalaya et en Amérique latine pour le compte de voyagistes français.
Changement de décor : David Ducoin embarque (2003), sur le voilier polaire Vagabond, avec le skipper Eric Brossier. Relayé tour à tour par son père Jacques puis par son frère Samuel, David réalise un film documentaire Les Portes glacées du Pacifique sur la première mondiale du passage du nord-est, réalisée en un seul été par un voilier.
À partir de 2004, David Ducoin devient réalisateur à temps plein et réalise une série de quatre films documentaires sur le bouddhisme tibétain avec Matthieu Ricard et Tenzing Gyatso le 14e dalaï-lama.
Entre 2005 et 2007 un voyage de deux ans par la route, de l'Alaska au cap Horn (Patagonie chilienne) mène David Ducoin à la rencontre des peuples autochtones. À la suite de ce long voyage, il organisera un cycle de conférences.
L'expédition suivante voit David Ducoin et son frère Samuel Ducoin descendre le fleuve Amazone entre Iquitos au Pérou et Manaus au Brésil (2009}.
David Ducoin retourne en 2019 sur le Chadar au Zanskar (Inde) avec son père Jacques Ducoin et le dessinateur-illustrateur Nono Auvin.
Au Népal, David Ducoin se trouve sur place au village de Samagaun sur le tour du Manaslu, lors du séisme du 25 avril 2015 (7,9 sur l’échelle de Richter).

## Œuvres
En tant que photographe, il collabore avec l'agence Gamma et différentes maisons d'édition telles Glénat.
À partir de 2001, il réalise de nombreux reportages photos et vidéos sur les grands pèlerinages du monde, et notamment en Inde :  
- Les quatre Kumbh Mela (Nashik, Ujjain, Haridwar et Allahabad).
- Les kalachakra du dalaï-lama à Bodhgaya, sur le lieu de l’éveil de Bouddha (2001, 2002, 2012).
- Le pèlerinage jaïn de Shravanabelagola en Inde (2018).

Mais aussi au Pérou, le pèlerinage du Quyllurit'i (2009 et 2017).
Au Népal, le pèlerinage Bön de la "Montagne de Cristal" au Dolpo (2012).

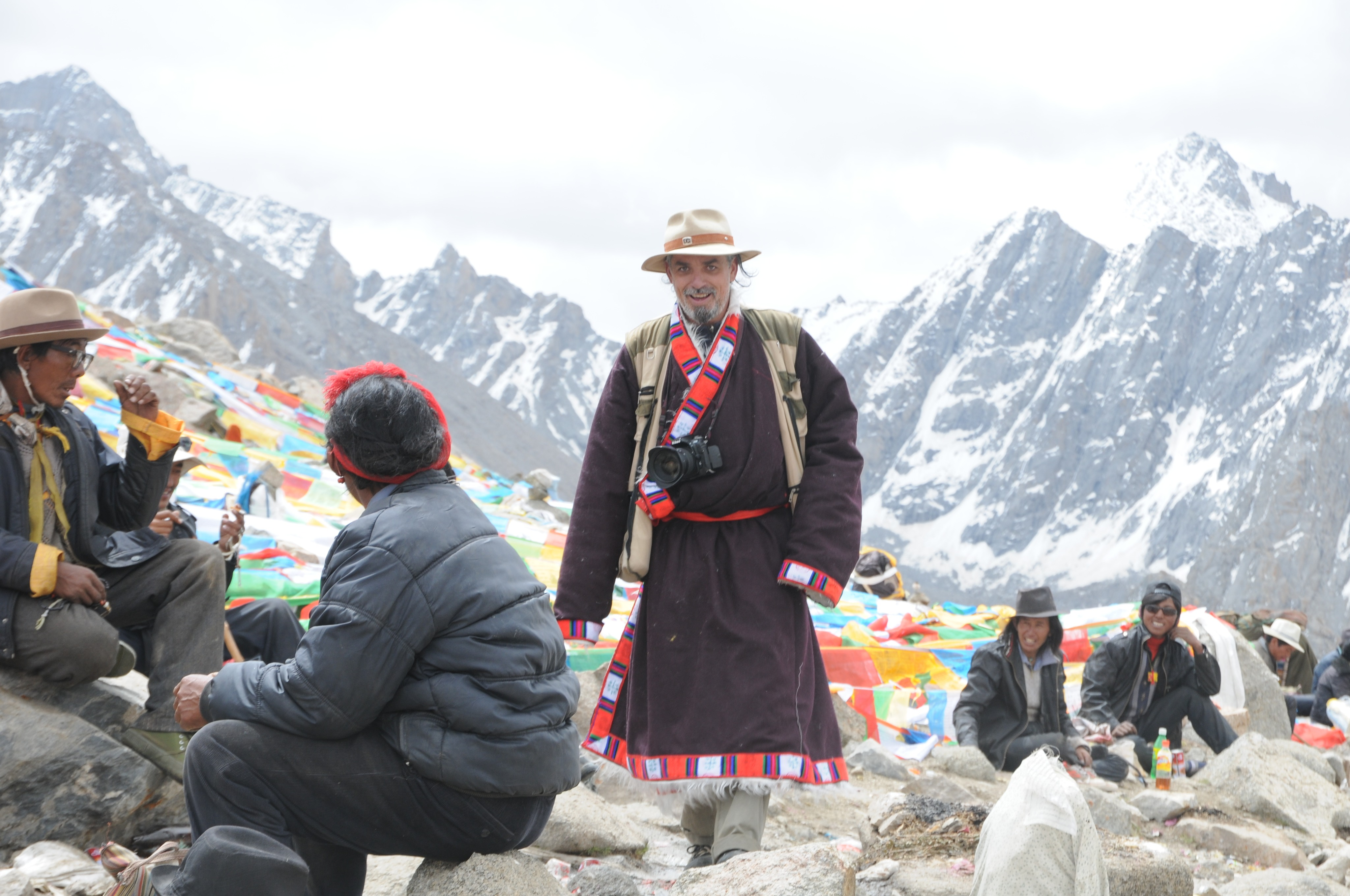
David Ducoin franchissant le col du Dolma-la le 17 juin 2011 (Kailash, Tibet occidental).

Au Tibet, le pèlerinage du mont Kailash (juin 2011).
Il réalise également des reportages sur les danses sacrées des moines tibétains au Bhoutan, Tibet (Chine), Ladakh (Inde), Dolpo et Mustang (Népal).

### Publications
- David Ducoin, Zanskar, la route du changement, Fontenay-sous-Bois, Anako, 2000 (ISBN 2-907754-56-4).
- Julie Baudin (photogr. David Ducoin), Zanskar intime, Grenoble, Glénat, 2005 (ISBN 2-7234-5191-7).
- David Ducoin (photogr. David Ducoin, introduction et légendes Julie Baudin), L'odyssée amérindienne : De l'Alaska à la Terre de Feu, Hommage aux fils de la Terre, Grenoble, Glénat, 2008 (ISBN 978-2-7234-6490-1).
- David Ducoin et Julie Baudin (photogr. David Ducoin), Himalaya, les plus beaux treks, Grenoble, Glénat, 2012 (ISBN 978-2-7234-8537-1).
- David Ducoin, Népal, les plus beaux treks, Grenoble, Glénat, 2016 (ISBN 978-2-344-01738-8).
- David Ducoin et Jacques Ducoin (ill. Nono), Carnet d'Himalaya : retour hivernal au Zanskar, Bordeaux, Élytis, 2020 (ISBN 978-2-35639-299-2).

#### Articles de magazines
- « Les Mapuche du Chili », Cultural Survival magazine, no 34.1 « Samburu Under Attack »,‎ 1er mars 2010, (12 pages).
- « Amazonie : le voyage suspendu », Trek Magazine, no 123,‎ avril 2010, (10 pages)[21].
- « Les Quechua du Pérou », Cultural Survival Magazine, no 34.4 « Quechua and Climate Change »,‎ décembre 2010, (10 pages).
- « Suspendu sur l'Amazone », Bouts du monde, no 5,‎ janvier, février, mars 2011, (10 pages).
- « Le Grand retour des Amérindiens », Animan, no 164,‎ 2011, (10 pages).
- « Paraguay, les richesses d’un pays oublié », Globe-trotters magazine, no 129,‎ septembre, octobre 2011, (3 pages).
- « Le Paraguay, quelle idée », Bouts du Monde, no 8,‎ octobre, novembre, décembre 2011, (10 pages)[22].
- « Havasu Canyon, le Shangri-la américain », Trek Magazine, no 137,‎ octobre, novembre 2011, (12 pages)[23].
- « Tibet oriental, retour au Kham », Trek Magazine, vol. 138,‎ decembre 2011, janvier 2012, (12 pages)[24].
- (de) « Les Tarahumaras du Mexique », Terra Magazine, no 14,‎ juillet, aout, septembre 2011[25].
- « Le Port-folio de David Ducoin », Grands Reportages magazine,‎ décembre 2012[26].

#### Filmographie
- Les Chevaux du Zanskar, documentaire 13 min - 1999 - diffusion : France 3.
- Amchis, les oubliés de l’Himalaya[14] , documentaire 52 min - 2000 - diffusion : ARTE[3] Odyssée.
- Rigdol, le facteur de l’Himalaya[27], documentaire 26 min - 2001 - diffusion : France 5.
- Les Guérisseurs de l’Himalaya, documentaires 26 min - 2001 - diffusion : France 5.
- Les Écoliers du bout du monde, documentaire 26 min - 2002 - diffusion : Canal 15.
- Les Portes glacées du Pacifique[16], documentaire 52 min - 2003 - diffusion : France 5.
- Série de quatre films documentaires de 13 minutes réalisés pour Voix bouddhistes - France 2 - 2004.
  - Kalachakra, l’initiation de la roue du temps.
  - Vajrayana, chemin de compassion et d'éveil[28].
  - Siddharta, l’homme qui devint le Bouddha[29].
  - Enfance himalayenne.
- L’odyssée amérindienne - 2008 - documentaire de 80 min[30].

#### Médias audio-visuels
- La tendance voyage : Quid du voyage à pied ? BFM business[31].
- Elément Terre du 13 août 2016[32], RTL.
- Au-delà des murs[33] Webradio Allô la planète.

## Prix et récompenses
- Les chevaux du Zanskar, prix du film documentaire festival Epona 2000.
- Amchis, les oubliés de l’Himalaya, grand prix et prix du public au festival Curieux Voyageurs de Saint-Étienne ; prix du film scientifique au Festival international du film maritime et d’exploration de Toulon ; prix Mario Ruspoli au Bilan du film Ethnographique 2001[34] ; mention du Jury au festival du cinéma de Douarnenez en (2000)[35].
- Rigdol, le facteur de l’Himalaya, prix de l’Aventure au festival Curieux Voyageurs de Saint-Étienne 2001 ; sélectionné au festival international du film d'Aventure de Dijon 2001 ; sélectionné au festival international du film d'aventure d’Autrans-Méaudre en Vercors 2002.

## Autres activités
David est conférencier pour Les Grands Explorateurs au Québec (2010 et 2011), Exploration du Monde en Belgique (2010), cap Monde (2009 et 2010), et Connaissance du Monde (2012) en France.